# John Forest Hogan
John Forest Hogan OFM (* 14. Oktober 1895 in Liverpool, Vereinigtes Königreich Großbritannien und Irland; † 23. September 1962 in Neapel, Italien) war ein britischer Ordensgeistlicher und römisch-katholischer Bischof von Bellary.

## Leben
John Forest Hogan trat der Ordensgemeinschaft der Franziskaner bei und empfing am 31. Juli 1927 das Sakrament der Priesterweihe. Anschließend wurde er als Missionar nach Britisch-Indien entsandt. Am 20. August 1934 ernannte ihn Papst Pius XI. zum Superior von Bellary.
Infolge der Erhebung der Mission sui juris Bellary zum Bistum wurde Hogan am 10. März 1949 erster Bischof von Bellary. Der Apostolische Delegat in Großbritannien, Erzbischof William Godfrey, spendete ihm am 4. Mai desselben Jahres die Bischofsweihe; Mitkonsekratoren waren der Weihbischof in Westminster, George Laurence Craven, und der Koadjutorbischof von Brentwood, George Andrew Beck AA.
Sein Grab befindet sich auf dem Friedhof in East Bergholt.